# Léon Jégorel
Léon Jégorel, né le 18 septembre 1907 à Crédin (Morbihan) et mort le 11 avril 1986 à Carnac (Morbihan), est un homme politique français.

## Biographie
Fils d'agriculteurs, Léon Jégorel achève ses études avec le brevet supérieur avant de devenir lui-même exploitant agricole. Il est élu dans les années 1930 conseiller municipal de sa commune de naissance.
Il est mobilisé au début de la Seconde Guerre mondiale et fait prisonnier. Envoyé dans un camp de prisonniers en Autriche, il est cependant libéré à la fin de l'année 1940 du fait de son état de santé.
À la Libération, il est élu maire de Crédin, puis conseiller général du canton de Rohan, mandats qu'il conserve jusqu'en 1961.
Lors des législatives de 1956, il figure en deuxième position sur la liste menée par Paul Ihuel et soutenue par le MRP. Le large apparentement des listes de droite et du centre-droit remporte la totalité des sièges du département, et Léon Jégorel est élu député. À l'Assemblée nationale, il participe aux débats en relation avec les questions agricoles, et dépose, en février 1958, un rapport sur le fonds routier. En 1958, il soutient le retour de Charles de Gaulle au pouvoir, mais ne conserve pas son siège de député.
Il met un terme à son activité politique en 1961, puis prend sa retraite d'agriculteur en 1965.